# Lega Nazionale A 1995 (football americano)
La Lega Nazionale A 1995 è stata la 9ª edizione del campionato di football americano di primo livello, organizzato dalla SAFV.

## Squadre partecipanti
| Club                  | Città           | Stadio | Sponsor ufficiale | Risultato nella stagione 1994 |
| --------------------- | --------------- | ------ | ----------------- | ----------------------------- |
| Basilisk Meanmachine  | Basilea         |        |                   | Vincitori IX Swiss Bowl       |
| Bern Grizzlies        | Berna           |        |                   | Secondo posto girone Centro   |
| Bienna Jets           | Bienne          |        |                   | Secondo posto girone Ovest    |
| Feldkirch Oscar Dinos | Feldkirch       |        |                   |                               |
| Geneva Seahawks       | Ginevra         |        |                   | Finalisti                     |
| Lausanne Sharks       | Losanna         |        |                   | Terzo posto girone Ovest      |
| Sankt Gallen Raiders  | San Gallo       |        |                   | Primo posto girone Est        |
| Turgovia Lions        | Canton Turgovia |        |                   | Terzo posto girone Est        |
| Zürich Falcons        | Zurigo          |        |                   | Secondo posto girone Est      |
| Zürich Renegades      | Zurigo          |        |                   | Terzo posto girone Centro     |

### Gironi
| Girone Ovest         | Girone Est            |
| -------------------- | --------------------- |
| Basilisk Meanmachine | Feldkirch Oscar Dinos |
| Bern Grizzlies       | Sankt Gallen Raiders  |
| Bienna Jets          | Turgovia Lions        |
| Geneva Seahawks      | Zürich Falcons        |
| Lausanne Sharks      | Zürich Renegades      |

## Stagione regolare

### Calendario

#### 1ª giornata
| 9 aprile 1995 | Turgovia Lions | 7 – 10 | Zürich Falcons |  |

| 9 aprile 1995 | Sankt Gallen Raiders | 34 – 7 | Zürich Renegades |  |

| 9 aprile 1995 | Bern Grizzlies | 22 – 0 | Lausanne Sharks |  |

| 9 aprile 1995 | Geneva Seahawks | 38 – 6 | Bienna Jets |  |

#### 2ª giornata
| 23 aprile 1995 | Zürich Renegades | 14 – 7 | Zürich Falcons |  |

| 23 aprile 1995 | Lausanne Sharks | 0 – 54 | Geneva Seahawks |  |

| 23 aprile 1995 | Basilisk Meanmachine | 48 – 0 | Bienna Jets |  |

#### 3ª giornata
| 30 aprile 1995 | Turgovia Lions | 0 – 36 | Sankt Gallen Raiders |  |

| 30 aprile 1995 | Zürich Falcons | 27 – 0 | Feldkirch Oscar Dinos |  |

| 30 aprile 1995 | Bienna Jets | 0 – 51 | Bern Grizzlies |  |

| 30 aprile 1995 | Basilisk Meanmachine | 6 – 30 | Geneva Seahawks |  |

#### 4ª giornata
| 7 maggio 1995 | Feldkirch Oscar Dinos | 22 – 0 | Turgovia Lions |  |

#### 5ª giornata
| 14 maggio 1995 | Zürich Renegades | 0 – 57 | Feldkirch Oscar Dinos |  |

| 14 maggio 1995 | Bern Grizzlies | 0 – 16 | Geneva Seahawks |  |

#### 6ª giornata
| 21 maggio 1995 | Turgovia Lions | 13 – 32 | Zürich Renegades |  |

| 21 maggio 1995 | Feldkirch Oscar Dinos | 6 – 6 | Sankt Gallen Raiders |  |

| 21 maggio 1995 | Lausanne Sharks | 6 – 20 | Bienna Jets |  |

| 21 maggio 1995 | Basilisk Meanmachine | 0 – 13 | Bern Grizzlies |  |

#### 7ª giornata
| 28 maggio 1995 | Zürich Falcons | 38 – 0 | Turgovia Lions |  |

| 28 maggio 1995 | Zürich Renegades | 14 – 22 | Sankt Gallen Raiders |  |

| 28 maggio 1995 | Lausanne Sharks | 0 – 56 | Bern Grizzlies |  |

| 28 maggio 1995 | Bienna Jets | 3 – 45 | Geneva Seahawks |  |

#### 8ª giornata
| 5 giugno 1995 | Sankt Gallen Raiders | 28 – 14 | Zürich Falcons |  |

| 5 giugno 1995 | Lausanne Sharks | 0 – 48 | Basilisk Meanmachine |  |

#### 9ª giornata
| 11 giugno 1995 | Bienna Jets | 0 – 28 | Basilisk Meanmachine |  |

| 11 giugno 1995 | Geneva Seahawks | 54 – 0 | Lausanne Sharks |  |

#### 10ª giornata
| 18 giugno 1995 | Sankt Gallen Raiders | 51 – 0 | Turgovia Lions |  |

| 18 giugno 1995 | Feldkirch Oscar Dinos | 23 – 20 | Zürich Falcons |  |

| 18 giugno 1995 | Bern Grizzlies | 50 – 0 | Bienna Jets |  |

| 18 giugno 1995 | Geneva Seahawks | 14 – 20 | Basilisk Meanmachine |  |

#### 11ª giornata
| 25 giugno 1995 | Feldkirch Oscar Dinos | 20 – 45 | Zürich Renegades |  |

| 25 giugno 1995 | Zürich Falcons | 27 – 14 | Sankt Gallen Raiders |  |

| 25 giugno 1995 | Basilisk Meanmachine | 57 – 0 | Lausanne Sharks |  |

| 25 giugno 1995 | Geneva Seahawks | 17 – 16 | Bern Grizzlies |  |

#### 12ª giornata
| 2 luglio 1995 | Sankt Gallen Raiders | 59 – 8 | Feldkirch Oscar Dinos |  |

| 2 luglio 1995 | Zürich Renegades | 56 – 0 | Turgovia Lions |  |

| 2 luglio 1995 | Bern Grizzlies | 21 – 13 | Basilisk Meanmachine |  |

#### 13ª giornata
| 9 luglio 1995 | Turgovia Lions | 37 – 14 | Feldkirch Oscar Dinos |  |

| 9 luglio 1995 | Zürich Falcons | 6 – 12 | Zürich Renegades |  |

| 9 luglio 1995 | Bienna Jets | 41 – 0 | Lausanne Sharks |  |

### Classifica
La classifica della regular season è la seguente:
- PCT = percentuale di vittorie, G = partite giocate, V = partite vinte, N = partite pareggiate, P = partite perse, PF = punti fatti, PS = punti subiti

#### Girone Est
| Pos. | Squadra               | PCT  | G | V | N | P | PF  | PS  |
| ---- | --------------------- | ---- | - | - | - | - | --- | --- |
| 1    | Sankt Gallen Raiders  | .813 | 8 | 6 | 1 | 1 | 250 | 76  |
| 2    | Zürich Renegades      | .625 | 8 | 5 | 0 | 3 | 180 | 159 |
| 3    | Zürich Falcons        | .500 | 8 | 4 | 0 | 4 | 149 | 98  |
| 4    | Feldkirch Oscar Dinos | .438 | 8 | 3 | 1 | 4 | 150 | 194 |
| 5    | Turgovia Lions        | .125 | 8 | 1 | 0 | 7 | 57  | 259 |

#### Girone Ovest
| Pos. | Squadra              | PCT   | G | V | N | P | PF  | PS  |
| ---- | -------------------- | ----- | - | - | - | - | --- | --- |
| 1    | Geneva Seahawks      | 1.000 | 8 | 7 | 0 | 1 | 268 | 51  |
| 2    | Bern Grizzlies       | .750  | 8 | 6 | 0 | 2 | 229 | 46  |
| 3    | Basilisk Meanmachine | .625  | 8 | 5 | 0 | 3 | 220 | 78  |
| 4    | Bienna Jets          | .250  | 8 | 2 | 0 | 6 | 70  | 266 |
| 5    | Lausanne Sharks      | .000  | 8 | 0 | 0 | 8 | 6   | 352 |

## Playoff

### Tabellone
|  | Spareggi LNA/Aufbauliga | Spareggi LNA/Aufbauliga | Spareggi LNA/Aufbauliga |  |  | Quarti di finale     | Quarti di finale     | Quarti di finale     | Quarti di finale     | Quarti di finale |  |  | Semifinali      | Semifinali      | Semifinali     |                |    | X Swiss Bowl | X Swiss Bowl | X Swiss Bowl |  |
|  |                         |                         |                         |  |  |                      |                      |                      |                      |                  |  |  |                 |                 |                |                |    |              |              |              |  |
|  |                         |                         |                         |  |  | Geneva Seahawks      | Geneva Seahawks      | 66                   | 48                   | 114              |  |  |                 |                 |                |                |    |              |              |              |  |
|  | Landquart Broncos       | Landquart Broncos       | 38                      |  |  | Landquart Broncos    | Landquart Broncos    | 14                   | 7                    | 21               |  |  |                 |                 |                |                |    |              |              |              |  |
|  | Turgovia Lions          | Turgovia Lions          | 33                      |  |  |                      |                      |                      |                      |                  |  |  | Geneva Seahawks | Geneva Seahawks | 16             |                |    |              |              |              |  |
|  |                         |                         |                         |  |  |                      |                      | Basilisk Meanmachine | Basilisk Meanmachine | 14               |  |  |                 |                 |                |                |    |              |              |              |  |
|  |                         |                         |                         |  |  | Zürich Falcons       | Zürich Falcons       | 6                    | 12                   | 18               |  |  |                 |                 |                |                |    |              |              |              |  |
|  |                         |                         |                         |  |  | Basilisk Meanmachine | Basilisk Meanmachine | 21                   | 2                    | 23               |  |  |                 |                 |                |                |    |              |              |              |  |
|  |                         |                         |                         |  |  |                      |                      |                      |                      |                  |  |  | Geneva Seahawks | Geneva Seahawks | 21             |                |    |              |              |              |  |
|  |                         |                         |                         |  |  |                      |                      |                      |                      |                  |  |  |                 |                 | Bern Grizzlies | Bern Grizzlies | 29 |              |              |              |  |
|  |                         |                         |                         |  |  | Bern Grizzlies       | Bern Grizzlies       | 56                   | 12                   | 68               |  |  |                 |                 |                |                |    |              |              |              |  |
|  |                         |                         |                         |  |  | Zürich Renegades     | Zürich Renegades     | 6                    | 41                   | 47               |  |  |                 |                 |                |                |    |              |              |              |  |
|  |                         |                         |                         |  |  |                      |                      |                      |                      |                  |  |  | Bern Grizzlies  | Bern Grizzlies  | 27             |                |    |              |              |              |  |
|  | Gladiators Pratteln     | Gladiators Pratteln     | 14                      |  |  |                      |                      | Sankt Gallen Raiders | Sankt Gallen Raiders | 14               |  |  |                 |                 |                |                |    |              |              |              |  |
|  | Bienna Jets             | Bienna Jets             | 43                      |  |  | Bienna Jets          | Bienna Jets          | 12                   | 21                   | 33               |  |  |                 |                 |                |                |    |              |              |              |  |
|  |                         |                         |                         |  |  | Sankt Gallen Raiders | Sankt Gallen Raiders | 57                   | 28                   | 85               |  |  |                 |                 |                |                |    |              |              |              |  |

### Spareggi LNA-Aufbauliga
| 16 luglio 1995 | Landquart Broncos | 38 – 33 | Turgovia Lions |  |

| 16 luglio 1995 | Gladiators Pratteln | 14 – 43 | Bienna Jets |  |

### Quarti di finale

#### Andata
| 13 agosto 1995 | Zürich Falcons | 6 – 21 | Basilisk Meanmachine |  |

| 13 agosto 1995 | Sankt Gallen Raiders | 57 – 12 | Bienna Jets |  |

| 13 agosto 1995 | Bern Grizzlies | 56 – 6 | Zürich Renegades |  |

| 13 agosto 1995 | Geneva Seahawks | 66 – 14 | Landquart Broncos |  |

#### Ritorno
| 20 agosto 1995 | Bienna Jets | 21 – 28 | Sankt Gallen Raiders |  |

| 20 agosto 1995 | Landquart Broncos | 7 – 48 | Geneva Seahawks |  |

| 20 agosto 1995 | Zürich Renegades | 41 – 12 | Bern Grizzlies |  |

| 20 agosto 1995 | Basilisk Meanmachine | 2 – 12 | Zürich Falcons |  |

### Semifinali
| 10 settembre 1995 | Bern Grizzlies | 27 – 14 | Sankt Gallen Raiders |  |

| 10 settembre 1995 | Basilisk Meanmachine | 14 – 16 | Geneva Seahawks |  |

### X Swiss Bowl
| Zurigo 23 settembre 1995 | Geneva Seahawks | 21 – 29 | Bern Grizzlies |  |

## Verdetti
- Bern Grizzlies Campioni di Svizzera 1995